# Je n'ai pas mal
Pour plus de détails, voir Fiche technique et Distribution.
Je n'ai pas mal (en russe : Мне не больно, Mne ne bol'no) est un film russe réalisé par Alekseï Balabanov et sorti en 2006. Le sujet mélodramatique rappelle celui de La Dame aux camélias.

## Synopsis
Trois amis montent une agence de design et cherchent des clients par le biais du porte-à-porte. Un jour, ils arrivent dans une maison de luxe dont la jeune hôtesse Natella Antonovna se prend d'affection pour l'un d'entre eux, Micha. Une histoire d'amour passionné commence, mais Natella que Micha appelle affectueusement Tata, cache quelque chose de très important, qui affectera inévitablement leur avenir,.

## Fiche technique
- Réalisation : Alekseï Balabanov
- Scénario : Valéry Mnatsakhanov, Maxime Oukhanov
- Photographie : Sergueï Astakhov (ru)
- Musique : Vadim Samoïlov (ru)
- Direction artistique : Pavel Parkhomenko
- Costumes : Tatiana Patrakhaltseva
- Décors : Aleksandre Galeïev
- Montage : Tatiana Kouzmitcheva
- Production : Sergueï Selianov (ru), Alekseï Balabanov
- Durée : 104 minutes
- Pays : Russie
- Langue : russe
- Sortie : 2006

## Distribution
- Renata Litvinova : Natella Antonovna dite Tata
- Alexandre Yatsenko : Micha (voix : Evgueni Mironov)
- Dmitri Dioujev : Oleg
- Nikita Mikhalkov : Sergueï Sergueïevitch
- Inga Oboldina (ru) : Alia
- Sergueï Makovetski : médecin
- Kirill Naboutov (ru) : caméo
- Alexeï Alexeïev :
- Ekaterina Novikova : serveuse
- Aliona Barkova : vendeuse
- Valentin Kouznetsov : Vassia
- Alexandre Andreïev : barman
- Marina Soloptchenko : femme de Silberman
- Ilia Mozgovoï : Sacha, garde du corps
- Marina Chpakovskaïa : prostituée
- Alexandre Mossine : militaire

## Récompenses
- 2006 : Grand Prix au Festival Listapad
- 2006 : prix du meilleur rôle masculin de Kinotavr pour Aleksandre Yatsenko
- 2006 : prix du meilleur rôle féminin de Kinotavr pour Renata Litvinova